# Наталівка (Дніпровський район)
Ната́лівка — село в Україні, у Святовасилівській сільській територіальній громаді Дніпровського району Дніпропетровської області. Населення — 369 мешканців.

## Географія
Село Наталівка знаходиться на одному з джерел річки Любимівка, нижче за течією на відстані 6 км розташоване село Павлівка. Річка в цьому місці пересихає, на ній зроблено кілька загат. Поруч проходить залізниця, платформа 277 км за 3 км.

## Історія
Наталівка заснована на початку ХІХ століття (близько 1812 р.) поміщиком Миколою Федоровичем Жмельовим (городничим м. Катеринослава) і названа спочатку Миколаївкою. Коли близько 1836 р. власницею села стала його донька, Наталя Миколаївна Хвощинська (уроджена Жмельова), то перейменувала його у Наталівку. На час ревізії 1858 р. у селі було 12 дворів і 121 житель. За переписом  1897 р. тут мешкало уже 263 чол., а напередодні 1917 р. кількість населення сягнула понад 700 осіб. У 1899 р. побудовано і відкрито земське народне училище (однокласну школу). Адміністративно належала до Новопокровської волості Катеринославського повіту Катеринославської губернії.
Комуністичний режим встановлено на початку 1920 р. і створено комітет незаможних селян (голова Федір Клімов). На 1. 01. 1925 р. у селі мешкало 410 чол. У 1929 р. селяни-незаможники об'єдналися в сільгоспартіль «Визволення». Взимку 1929—1930 рр. проведено репресивне розкуркулення: багато господарів-хліборобів безпідставно вислано у північні райони СРСР, вигнано із рідних осель, із села, їхнє майно і господарство конфісковано.
Під час адміністративної реформи в УСРР 1932 р. до Наталівки приєднали розташоване поряд село Юр'ївку (колись належало поміщику Юрію (Гергію) Нечаєву). Тоді ж створено і Наталівську сільську раду, до складу якої поступово увійшли навколишні поселення: Сигнальне, Промінь (П'ятирічка), Карайкове, Дальнє, Матросове (Францеве), Голубинівка, Якимівка (Максимовичі), Незабудине, Хижине, Барвінок. Першим головою новоствореної сільради став Павло Трайдук. В час жахливого голоду 1932/1933 рр. у селі померло багато  дітей, молоді та дорослих (особливо похилого віку). Про жахіття голодомору згадували місцеві мешканці Дашка Заруба, Софія Лойко, Ніна Ладна, Данило Нагорний, Тетяна Тищенко, Григорій Мелещенко, Марія Невірна, Марія Скобченко, — свідчення яких записано й опубліковано.
В радянсько-німецьку війну 1941—1945 рр. на фронті загинуло понад 50 чол., окупанти вивезли понад 40 осіб молоді на роботи до Німеччини. У селі поховано двох Героїв Радянського Союзу, які загинули за його звільнення — Леоніда Івановича Рибачковського та Миколу Сергійовича Ільїна.
У повоєнні роки тут знаходилося друге відділення колгоспу ім. Енгельса, за яким закріпили  2231 га сільгосп  угідь, у тому числі 1870 га орних земель. Вирощувалися переважно зернові культури, інтенсивно розвивалося тваринництво молочного напрямку.
Наталівка з 1924 р. входила і входить нині до складу Солонянського району Дніпропетровської області (лише коротко  в 1946—1963 рр.  до Новопокровського).  За переписом 1989 р.  тут постійно проживало  386 осіб. Історичних та археологічних (окрім кількох курганів) пам'яток у Наталівці немає. Земські школи (1899 р. та 1914 р.) зруйновані.

## Опис
На 1 січня 1966 р. у  сільській  восьмирічній школі 12 вчителів  навчали 86 учнів. Був клуб на 150 місць, при ньому діяв організований у 1959 р. струнний оркестр, котрий на обласному фестивалі нагороджувався  дипломом. Працювали  бібліотека з книжковим фондом  до 10 тис. примірників, медпункт, дитячий садок і ясла на 50 місць, три магазини, поштове відділення, ощадна каса. На 1 січня 2017 р. село  переживає глибоку соціальну депресію, вимирає, населення скоротилося до 130 осіб. У 1993 р. ліквідовано школу, а у 2016 р. сільську раду, ще раніше зруйновано клуб. Єдине роботодавче підприємство — колгосп теж ліквідовано, землі розпайовано. Створені фермерські та одноосібні господарства потребують державної підтримки. Ще існують бібліотека, магазин, ФАП та поштове відділення. Транспортне сполучення  з районним і обласним центрами вкрай кепське.

## Населення

### Мова
Розподіл населення за рідною мовою за даними перепису 2001 року:
| Мова                | Відсоток |
| ------------------- | -------- |
| українська          | 95,9 %   |
| російська           | 2,4 %    |
| інші/не визначилися | 1,7 %    |

## Відомі особистості
В поселенні народилася:
- Кулініченко Ніна Петрівна (1948—2013) — українська дитяча поетеса.